# Albert Roberval
Albert Roberval (Florència, Toscana (Itàlia), 23 d'octubre, 1869 - Mont-real (Canadà), 4 d'octubre, 1941), va ser un cantant d'òpera (tenor), director d'orquestra, director de teatre i professor de cant.
El 1905 va arribar a Mont-real i va treballar al "Théâtre français". De 1907 a 1909 va ser director de cor i ajudant del director Cleofonte Campanini a la Manhattan Opera Company de Nova York, després va dirigir el Théâtre du Gymnase de Marsella fins al 1913. Després del servei militar, va viure a Mont-real des de 1916 com a director i professor de música. El 1923 va rebre la nacionalitat canadenca.
Amb la seva dona Jeanne Maubourg, amb la que s'havia casat 10 de gener de 1918, Roberval va dirigir una escola de música on van estudiar cantants d'òpera com Pierrette Alarie, Fleurette Beauchamp, Léonide Letourneux, Henri Prieur i Honoré Vaillancourt. Va dirigir i escenificar diverses representacions d'òpera, va dirigir la "Société canadienne d'opérette" el 1923–24, va treballar com a director de ràdio i també va aparèixer com a actor. El 1938 va dirigir i escenificar una representació de l'òpera Evangeline de Xavier Leroux (basada en el vers de Longfellow).